# Dhariwal
Dhariwal là một thành phố và là nơi đặt hội đồng đô thị (municipal council) của quận Gurdaspur thuộc bang Punjab, Ấn Độ.

## Địa lý
Dhariwal có vị trí 31°57′B 75°19′Đ / 31,95°B 75,32°Đ Nó có độ cao trung bình là 253 mét (830 feet).

## Nhân khẩu
Theo điều tra dân số năm 2001 của Ấn Độ, Dhariwal có dân số 18.706 người. Phái nam chiếm 52% tổng số dân và phái nữ chiếm 48%. Dhariwal có tỷ lệ 74% biết đọc biết viết, cao hơn tỷ lệ trung bình toàn quốc là 59,5%: tỷ lệ cho phái nam là 78%, và tỷ lệ cho phái nữ là 70%. Tại Dhariwal, 10% dân số nhỏ hơn 6 tuổi.